# Lo spazio che ci unisce
Lo spazio che ci unisce (The Space Between Us) è un film del 2017 diretto da Peter Chelsom. 
È un film di fantascienza originale Netflix, con protagonisti Asa Butterfield, Gary Oldman e Britt Robertson.

## Trama
In un futuro prossimo il multi-miliardario Nathaniel Shepard, CEO di Genesis, lancia la prima missione in assoluto per colonizzare Marte. Durante il viaggio l'astronauta principale, Sarah Elliot, scopre di essere incinta. Poco dopo l'atterraggio, muore di eclampsia mentre dà alla luce il primo essere umano nato su Marte, Gardner Elliot: il padre del bambino è sconosciuto. Dopo un enorme dilemma, Nathaniel decide alla fine di tenere segreto il bambino su Marte, per evitare un danno di immagine per la sua società e per tenerlo al sicuro.
Sedici anni dopo, Gardner è cresciuto fino a diventare un ragazzo curioso e molto intelligente: dalla nascita, ha incontrato solo 14 persone durante la sua educazione non convenzionale. Un giorno, per scoprire di più su sua madre, si imbatte in Centaur, un robot che ha contribuito a costruire, per ottenere l'accesso al deposito della nave. Lì, recupera gli oggetti personali di sua madre. Tra loro ci sono una fede nuziale e un'unità USB, da cui riproduce un video di lei e un uomo in una casa al mare. Convinto che l'uomo sia suo padre, diventa determinato a trovarlo.
Gardner accede a una chat room su internet, dove ha stretto una relazione online con Tulsa, una ragazza molto astuta del Colorado che viene continuamente sballottata da una casa adottiva all'altra. Con il pretesto di essere confinati in un attico a causa dell'osteogenesi imperfetta, discutono dei loro piani per il futuro. Gardner promette di venire a trovarla un giorno. Guarda quindi il film in lingua tedesca Il cielo sopra Berlino, in cui un angelo si innamora di un essere umano e quindi cade sulla Terra.
La sua figura materna, l'astronauta Kendra Wyndham, chiama il video di Nathaniel e del direttore della Genesi, Tom Chen, per informarli della straordinaria intelligenza di Gardner e per supplicarli di consentirgli di andare sulla Terra. Nathaniel rifiuta, poiché Gardner dovrebbe sottoporsi a un intervento chirurgico molto rischioso per aumentare la sua densità ossea e poi allenarsi per adattarsi alla pressione atmosferica terrestre. Gardner si sottopone comunque all'intervento e dopo l'allenamento lui, Kendra e alcuni altri astronauti salgono a bordo di una navetta spaziale per la Terra.
Il giorno dell'arrivo della navetta spaziale, Nathaniel scopre che Gardner è a bordo. Si confronta con rabbia con Tom, che gli ha nascosto questo. Nonostante la sua rabbia, Nathaniel visita Gardner, che viene messo in quarantena nella NASA mentre è sottoposto a test medici per determinare se è adatto alla vita sulla Terra. Dopo una visita di Kendra, Gardner riesce a scoprire che non è adatto alla vita sul nostro pianeta e, sconvolto, mette in scena una fuga audace e si fa dare un passaggio per trovare Tulsa. Dopo averlo visto, Tulsa lo schiaffeggia perché arrabbiata con Gardner per non essersi fatto sentire per sette mesi. Tuttavia, lei lo perdona e lui la convince ad aiutarlo a trovare suo padre. Si fermano a casa sua per ottenere provviste per il viaggio, ma vengono trovati da Nathaniel e Kendra. Mentre cerca di convincerlo a tornare alla NASA, Gardner affronta rabbiosamente Kendra con la sua stessa ammissione di non voler figli e scappa con Tulsa su un vecchio aereo, su cui stava lavorando il suo padre adottivo. L'aereo perde bruscamente la pressione dell'olio mentre è ancora in cielo e Tulsa riesce a farlo atterrare in un vecchio fienile abbandonato, provocando un'esplosione ed un incendio. Scappano sani e salvi in un ristorante, dove determinano la posizione dello sciamano che ha sposato i genitori di Gardner, Shaman Neka.
Credendo che Gardner sia morto Nathaniel e Kendra, in lutto, si incolpano l'un l'altro. Dopo aver scoperto che non sono stati trovati corpi nel relitto, ricevono alcune notizie devastanti: il corpo di Gardner contiene livelli pericolosamente alti di troponina, il che significa che ha la sindrome del cuore ingrossato. Il suo cuore non è in grado di sopportare la pressione atmosferica della Terra, quindi Gardner deve essere immediatamente riportato su Marte se vuole sopravvivere. La ricerca riprende con rinnovato fervore e scoprono filmati TVCC di Gardner e Tulsa in un parcheggio di un supermercato, dove hanno acquistato vestiti e forniture per il viaggio. Durante il viaggio, Gardner dice a Tulsa la verità: è nato e cresciuto su Marte. Non volendo accettare la verità, lei lo costringe a uscire dalla macchina, ma lo perdona una volta che promette di non mentirle mai più, anche se ancora non gli crede.
Di notte, si baciano accanto al fuoco e sistemano i loro sacchi a pelo per dormire sotto le stelle. Al mattino, vengono scoperti da un seguace dello sciamano Shaman Neka e vengono portati da lui, il quale si impegna ad aiutarli. Il naso di Gardner inizia a sanguinare, un fatto che nasconde mentre Tulsa accede agli archivi dello sciamano per ottenere la posizione della casa sulla spiaggia, che si trova a Summerland, in California.
Prima di iniziare il viaggio, i due fanno una deviazione a Las Vegas in modo che Tulsa possa mostrargli il mondo. Il naso di Gardner inizia a sanguinare di nuovo e lui collassa, venendo portato in ospedale. Dopo aver visto i tubi di carbonio nelle ossa sui risultati di una radiografia in ospedale, Tulsa dice a Gardner che ora crede che sia nato su Marte, ma ha in programma di lasciarlo in ospedale, prima che possano arrivare gli assistenti sociali, poiché è troppo malato per continuare il viaggio. Gardner rivela che sa che non durerà più sulla Terra e tutto ciò che vuole è incontrare suo padre prima di morire.
Tulsa si arrende e lo aiuta a fuggire. Rubano una macchina e si dirigono verso la casa sulla spiaggia. Lì, incontrano l'uomo del video, che rivela di non essere il marito di Sarah Elliot ma suo fratello. Tuttavia, pensa che i due gli stiano mentendo. Gardner corre verso il mare, dove dice a Tulsa che è qui che vuole morire. Crolla. Tulsa cerca freneticamente di trascinarlo sulla riva, ma Gardner è troppo pesante per lei: Nathaniel e Kendra arrivano appena in tempo per salvarlo. Dopo che Nathaniel esegue la RCP su di lui, Gardner gli chiede di sua madre Sarah e gli rivela che sa che Nathaniel è il suo vero padre. Al fine di stabilizzare lo stato di salute di Gardner, Nathaniel, Kendra e Tulsa decidono di portarlo nella stratosfera a bordo di uno spazioplano (un Dream Chaser). Quando ciò si rivela non sufficiente Nathaniel, disperato, prende i comandi (dal momento che il pilota regolare non è autorizzato a superare i limiti di progettazione del mezzo) e lancia il veicolo in orbita. Privo della gravità terrestre, Gardner viene rianimato e temporaneamente stabilizzato.
Presto Gardner si imbarca su una navetta spaziale per Marte e Kendra, che rimane sulla Terra perché si sta ritirando dallo stato di volo attivo con la NASA, adotta Tulsa. Determinata ad unirsi a Gardner su Marte, Tulsa aderisce al programma di allenamento di Kendra. Nel mentre, di nuovo su Marte con suo padre Nathaniel, Gardner è felice di essere a casa.

## Distribuzione
Il film è stato distribuito, negli USA, il 3 febbraio 2017 dalla STX Entertainment.

## Accoglienza

### Critica
La pellicola ha ricevuto recensioni negative dalla critica ed al botteghino ha incassato 14,8 milioni di $m rispetto al suo budget di 30 milioni di dollari.